# فيليب سيرز
فيليب سيرز (بالإنجليزية: Philip Sears)‏ هو لاعب كرة مضرب أمريكي، ولد في 12 نوفمبر 1867 في ماساتشوستس في الولايات المتحدة، وتوفي في 10 مارس 1953 في بروكلين في الولايات المتحدة.

## وصلات خارجية
- فيليب سيرز على موقع رابطة محترفي التنس (الإنجليزية)
- فيليب سيرز على موقع أرشيف التنس.كوم (الإنجليزية)
- فيليب سيرز على موقع أوليمبيديا (الإنجليزية)